# Assedio di Anversa (1584-1585)
L'assedio di Anversa fu un evento importante della guerra degli ottant'anni: la città, che aveva aderito a fine 1579 all'Unione di Utrecht,  venne assediata dalle truppe spagnole nel luglio del 1584 e capitolò tredici mesi dopo.

## Contesto
Anversa era la città più grande dei Paesi Bassi: il suo influsso commerciale, finanziario e culturale ne faceva il centro delle  Diciassette Province ed una metropoli del nord-ovest europeo.
Tuttavia, dieci anni prima, a causa di un ritardo nel pagamento del soldo ai mercenari spagnoli, la città era stata saccheggiata (4 novembre 1576), un episodio noto come Sacco di Anversa: migliaia di cittadini vi persero la vita e la città venne in parte incendiata. Fu questo il motivo per cui Anversa aveva aderito all'Unione di Utrecht, divenendo la capitale naturale delle province ribelli, nonostante la sua posizione geografica meridionale.
Ciononostante la chiamata di stranieri da parte dello stato e l'arrivo di cinquemila spagnoli e quattromila italiani che il re Filippo II di Spagna non aveva tardato ad inviare ad Alessandro Farnese, duca di Parma e governatore delle Fiandre dal 1577, consentì a quest'ultimo di ottenere successi, aiutato anche dall'impetuoso valore di Roberto di Melun, marchese di Roubaix.
Francesco Ercole di Valois, duca d'Alençon, da poco nominato conte di Fiandra, rientrò in Francia. Guglielmo I, principe di Orange, si ritirò nelle province settentrionali evenne assassinato a Delft. Gand, Bruxelles e Malines tornarono sotto la sovranità di Filippo II; Anversa resistette e fu posta sotto assedio.

## Svolgimento
Dopo aver conquistato Bruxelles, Alessandro Farnese pose l'assedio ad Anversa. Egli, conoscendo le difficoltà di un tale assedio, si propose lo scopo di bloccare semplicemente la città.
Roberto di Melun iniziò le operazioni prendendo d'assalto uno dei forti che difendevano la città. Gli venne dato l'incarico di provvedere a costruire un ponte di 730 m di lunghezza sulla Schelda, per bloccare la via d'acqua e interrompere ogni aiuto agli assediati dal mare: per raggiungere l'obiettivo gli furono assegnati alcuni battelli armati per proteggere l'esecuzione dei lavori. L'impresa pareva impossibile, gli assediati si burlavano molto di questo, ma il marchese di Roubaix, che nell'esercito aveva un'autorità pari alla sua brillante reputazione, giustificava la scelta del principe italiano. In azione giorno e notte, egli prestava attenzione a tutto e diede le prove più evidenti delle sue capacità militari e della sua bravura. Presto i depositi di provviste necessarie alla costruzione del ponte divennero considerevoli al punto di far ben sperare sull'esito dell'impresa.

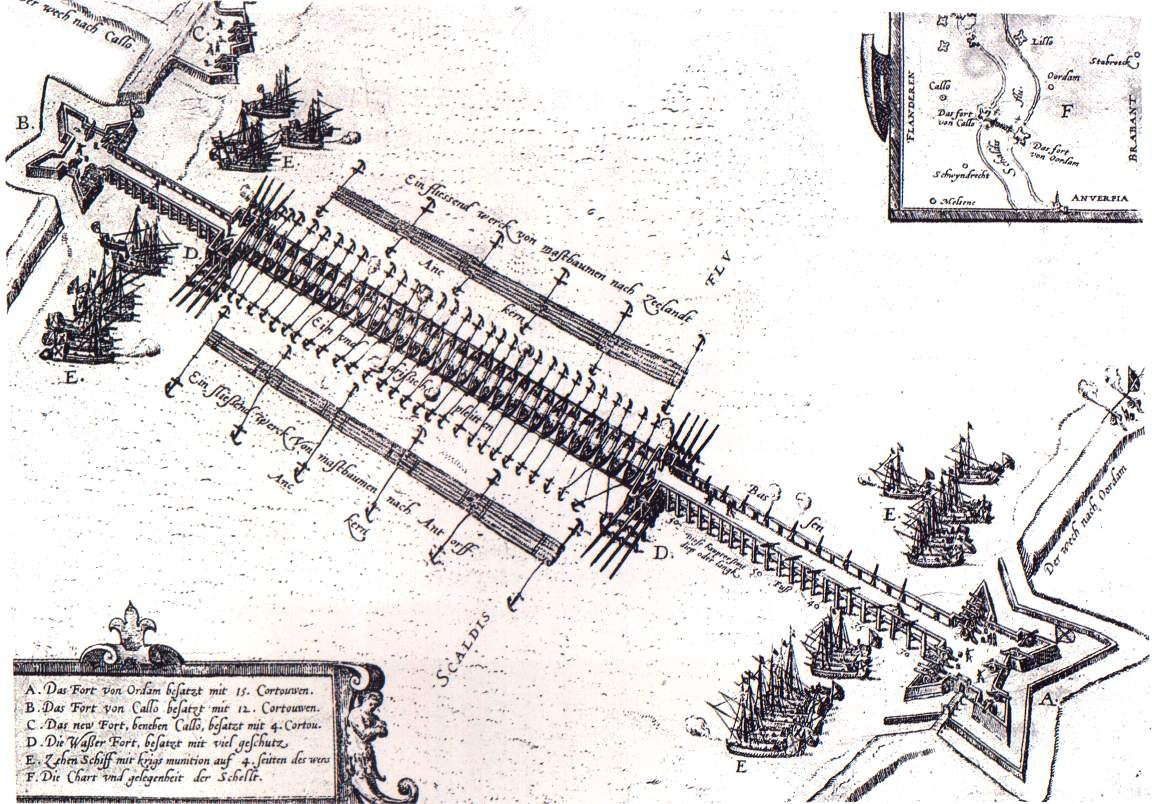
Schema del ponte di Alessandro Farnese sulla Schelda.

Gli assediati, allarmati dai progressi degli spagnoli, erano in preda alle più vive inquietudini. Due forti, costruiti sulle rive opposte del fiume, erano già in stato di all'erta. Il marchese di de Roubaix aveva armato numerose imbarcazioni e incominciava a rendere precario l'approvvigionamento d'acqua dolce alla città. Tutte le comunicazioni via terra erano già da tempo tagliate e non tardarono a manifestarsi i segni di carestia. Ma la via fluviale non era ancora bloccata e le imbarcazioni nemiche riuscivano ancora a far passare qualche soccorso: in queste occasioni le due parti si misuravano in aspri combattimenti, durante uno dei quali il marchese ebbe l'occasione di catturare il Teligny, figlio di François de La Noue, comandante delle truppe avversarie. Così,a quattro anni di distanza, il marchese de Roubaix, aveva fatto prigionieri padre e figlio. Ma fu l'ultima sua impresa: lo si ritrovò fra le numerose vittime causate nelle file spagnole dalla terribile esplosione di un'imbarcazione incendiaria lanciata dagli assediati per distruggere il ponte (aprile 1585).
Il 17 agosto 1585 la città, affamata, si dovette arrendere. Ai protestanti furono concessi dieci giorni per lasciare la città, dopo di che l'esercito spagnolo sfilò in trionfo.

## Conseguenze
La flotta olandese rimase sull'estuario della Schelda, perseguendo il suo blocco marino e rovinando il commercio della città. Gran parte della popolazione emigrò verso le province del nord. Degli 80 000 abitanti che contava Anversa prima dell'assedio, ne rimase solo la metà: l'età d'oro di Anversa era finita.